# Kanton Sedan-3
Der Kanton Sedan-3 ist ein französischer Wahlkreis im Département Ardennes in der Region Grand Est. Er umfasst einen Teilbereich der Stadt Sedan und sieben weitere Gemeinden im Arrondissement Sedan. Durch die landesweite Neuordnung der französischen Kantone wurde er 2015 neu geschaffen.

## Gemeinden
Der Kanton besteht aus sieben Gemeinden und Gemeindeteilen mit insgesamt 12.768 Einwohnern (Stand: 1. Januar 2022) auf einer Gesamtfläche von 88,12 km²:
| Gemeinde         | Einwohner 1. Januar 2022 | Fläche km² | Dichte Einw./km² | Code INSEE | Postleitzahl |
| ---------------- | ------------------------ | ---------- | ---------------- | ---------- | ------------ |
| Balan            | 1.596                    | 4,65       | 343              | 08043      | 08200        |
| Bazeilles        | 2.459                    | 37,49      | 66               | 08053      | 08140        |
| Daigny           | 358                      | 2,85       | 126              | 08136      | 08140        |
| Francheval       | 590                      | 19,60      | 30               | 08179      | 08140        |
| Pouru-aux-Bois   | 234                      | 9,02       | 26               | 08342      | 08140        |
| Pouru-Saint-Remy | 1.129                    | 10,19      | 111              | 08343      | 08140        |
| Sedan            | 6.402                    | 4,32       | 1.482            | 08409      | 08200        |
| Kanton Sedan-3   | 12.768                   | 88,12      | 145              | 0816       | –            |

1. ↑   Nur der südwestliche Teil der Gemeinde, der Rest verteilt sich auf die Kantone Sedan-1 und Sedan-2.

## Veränderungen im Gemeindebestand seit der landesweiten Neuordnung der Kantone
2024: Fusion Bazeilles und La Moncelle → Bazeilles
2017: Fusion Bazeilles, Rubécourt-et-Lamécourt und Villers-Cernay → Bazeilles

## Politik
| Vertreter im Departementrat | Vertreter im Departementrat     | Vertreter im Departementrat |
| Amtszeit                    | Namen                           | Partei                      |
| --------------------------- | ------------------------------- | --------------------------- |
| 2015–2021                   | Odile Berteloodt André Drouard  | LR                          |
| 2021–                       | Odile Berteloodt Alban Collinet | LR DVD                      |